# Рід (Вісконсин)
Рід (англ. Reid) — місто (англ. town) в США, в окрузі Марафон штату Вісконсин. Населення — 1186 осіб (2020).

## Демографія
Згідно з переписом 2010 року, у місті мешкало 1215 осіб у 489 домогосподарствах у складі 378 родин. Було 541 помешкання
Расовий склад населення:
| - 99,0 % — білих - 0,1 % — корінних американців - 0,1 % — азіатів |

До двох чи більше рас належало 0,0 %. Частка іспаномовних становила 2,1 % від усіх жителів.
За віковим діапазоном населення розподілялося таким чином: 20,4 % — особи молодші 18 років, 66,2 % — особи у віці 18—64 років, 13,4 % — особи у віці 65 років та старші. Медіана віку мешканця становила 44,4 року. На 100 осіб жіночої статі у місті припадало 105,6 чоловіків;  на 100 жінок у віці від 18 років та старших — 102,7 чоловіків також старших 18 років.
Середній дохід на одне домашнє господарство  становив 82 680 доларів США (медіана — 58 393), а середній дохід на одну сім'ю — 97 377 доларів (медіана — 71 429). Медіана доходів становила 46 439 доларів для чоловіків та 41 146 доларів для жінок. За межею бідності перебувало 8,2 % осіб, у тому числі 3,1 % дітей у віці до 18 років та 4,3 % осіб у віці 65 років та старших.
Цивільне працевлаштоване населення становило 653 особи. Основні галузі зайнятості: виробництво — 28,8 %, освіта, охорона здоров'я та соціальна допомога — 17,0 %, фінанси, страхування та нерухомість — 9,5 %, роздрібна торгівля — 9,2 %.